# Capecitabine
Capecitabine (INN, merknaam Xeloda of generisch capecitabine) is een cytostatisch geneesmiddel. Het wordt in de chemotherapie gebruikt bij de behandeling van metastatische borstkanker en darmkanker. Capecitabine is een prodrug van 5-fluoro-uracil (5-FU); het wordt in de tumor door enzymen ontbonden en daarbij komt het werkzame 5-fluoro-uracil vrij dat de DNA-synthese verstoort en de groei van de tumor afremt.
Capecitabine is gebruiksvriendelijker dan 5-FU; het wordt oraal toegediend terwijl 5-FU als infuus wordt toegediend.
De stof is opgenomen in de lijst van essentiële geneesmiddelen van de WHO

## Bijwerkingen
Zeer vaak voorkomende bijwerkingen (in meer dan 10% van de gevallen) zijn: anorexie, stomatitis, misselijkheid, braken, buikpijn, diarree, het hand-voetsyndroom en vermoeidheid (asthenie).

## Waarschuwing na registratie
Op 13 december 2013 waarschuwde firma Roche voor dodelijke huidreacties.